# Santiago Auserón
Santiago Auserón Marruedo, également connu sous le nom de Juan Perro (né le 25 juillet 1954 à Saragosse), est un chanteur, compositeur, écrivain et philosophe espagnol. Il est le compositeur et le chanteur principal du groupe musical Radio Futura (1979-1992), qui faisait initialement partie de la movida madrileña, laquelle évolue ensuite pour devenir le ferment de ce qui sera appelé le rock latino. Après la séparation du groupe, il se lance dans une carrière musicale solo sous le sobriquet de Juan Perro, avec un éclectisme qui fusionne le son cubain, la musique africaine, le jazz et le blues, entre autres. Il est titulaire d'un doctorat en philosophie de l'université Complutense de Madrid.
En 2011, il reçoit le Premio Nacional de las Músicas Actuales, décerné par le ministère espagnol de la culture, et en 2022, il reçoit la Medalla de Oro al Mérito en las Bellas Artes, décernée par le ministère espagnol de la culture.
Il est le frère d'un autre musicien et membre du groupe Radio Futura, Luis Auserón (né en 1955), bassiste.

## Biographie
L'enfance des Auserón se déroule dans diverses villes espagnoles, en raison de la profession du père de famille, topographe. Santiago, le frère aîné de la grande famille, est né à Saragosse, alors que son père travaillait pour l'armée sur la base aérienne américaine de la ville. Plus tard, il travaillera comme responsable de l'animation des soldats de la base, ce qui permettra à ses enfants d'être en contact permanent avec la musique venue des États-Unis : Duke Ellington, Ella Fitzgerald, Nat King Cole, Louis Armstrong et, surtout, les rythmes rock en vogue à l'époque.
Diplômé en philosophie (1972-1977) de l'Université Complutense de Madrid, il est ensuite étudiant (1977-1978) à l'université Paris-VIII (connue sous le nom de Centre Universitaire de Vincennes), sous la direction de Gilles Deleuze. Le 5 octobre 2015, à l'âge de 61 ans, il se voit décerner le titre de docteur en philosophie avec distinction par la Faculté de philosophie de l'université Complutense de Madrid, en défendant sa thèse Música en los fundamentos del lógos
Santiago Auserón consacre une grande partie de ses recherches à la relation entre la philosophie et la musique, sujet auquel il consacre plusieurs publications, telles que La imagen sonora (Episteme, 1998) et El ritmo perdido (Península, 2012).
Sa sœur Teresa Auserón, musicienne et activiste sociale, décède le 18 mars 2018 à l'âge de 55 ans. Le 18 mars 2018, sa sœur Teresa Auserón, musicienne et activiste sociale, est décédée à l'âge de 55 ans.
En 2022, Santiago Auserón reçoit la Médaille d'or du mérite des beaux-arts, décernée par le Ministère de l'Éducation, de la Culture et des Sports espagnol.

## Carrière artistique
Après son passage à l'université, il forme le groupe Radio Futura, qu'il dirige de 1979 à 1992, et dont la carrière est couronnée de succès, ce qui en fait l'un des groupes fondamentaux de ce qu'on appelle la Movida madrileña, le mouvement contre-culturel des années 1980 à Madrid. Radio Futura, en fait, est toujours considéré comme l'un des meilleurs groupes de rock espagnol de tous les temps, et un groupe fondamental dans l'évolution du rock espagnol.

## Discographie

### Sous Radio Futura
- 1980 : Música moderna (1980, Hispavox)
- 1984 : La ley del desierto / La ley del mar (Ariola)
- 1985 : De un país en llamas (Ariola)
- 1987 : La canción de Juan Perro (Ariola)
- 1990 : Veneno en la piel (BMG Ariola)

### Sous Juan Perro
- 1995 : Raíces al viento (Animal Tour/BMG-Ariola)
- 1995 : La huella sonora (Nueva Sociedad Lírica/BMG Music Spain)
- 2000 : Mr. Hambre (Nueva Sociedad Lírica/La Huella Sonora)
- 2002 : Cantares de vela (Nueva Sociedad Lírica/Animal Musik/La Huella Sonora)
- 2011 : Río Negro (Nueva Sociedad Lírica/La Huella Sonora)
- 2013 : La Zarabanda (Nueva Sociedad Lírica/ La Huella Sonora)
- 2013 : Sesiones con Sí Son (Fonarte Latino)
- 2016 : El viaje (La Huella Sonora)
- 2020 : Cantos de ultramar (La Huella Sonora)[8],[9]
- 2022 : Libertad (La Huella Sonora)[10]

#### Albums
| Titre    | Détails                                    | Listes |
| Titre    | Détails                                    | ESP    |
| -------- | ------------------------------------------ | ------ |
| El viaje | - Sortie : 2016 - Label : La Huella Sonora | 66     |

### Sous Santiago Auserón

#### Avec Luis Auserón
| Titre             | Détails                                                                                        | Listes |
| Titre             | Détails                                                                                        | ESP    |
| ----------------- | ---------------------------------------------------------------------------------------------- | ------ |
| Las malas lenguas | - Artiste : Santiago et Luis Auserón - Sortie : 2006 - Label : La Huella Sonora / DRO Atlantic | 14     |

#### Albums solo
- 2000 : Dagoll Dagom : Cacao (DiscMedi Blau)
- 2008 : Canciones de Santiago Auserón con la Original Jazz Orquestra del Taller de Músics (La Huella Sonora)
- 2018 : Vagamundo (La Huella Sonora), avec l'Orquesta Sinfónica de la Región de Murcia (OSRM)